# Associazione Calcio Prato 1941-1942
Questa voce raccoglie le informazioni riguardanti l'Associazione Calcio Prato nelle competizioni ufficiali della stagione 1941-1942.

## Rosa
| N. |                   | Ruolo | Calciatore            |
| -- | ----------------- | ----- | --------------------- |
|    | Italia (bandiera) | P     | Eugenio Baldassi      |
|    | Italia (bandiera) | C     | Rolando Bardazzi      |
|    | Italia (bandiera) | P     | Renzo Bartolozzi      |
|    | Italia (bandiera) | C     | Francesco Boriani     |
|    | Italia (bandiera) | C     | Moreno Cambi          |
|    | Italia (bandiera) | C     | Armando Casarini      |
|    | Italia (bandiera) | A     | Corrado Cavazza       |
|    | Italia (bandiera) | C     | Alberto Chiavacci (I) |
|    | Italia (bandiera) | A     | Bruno Chiavacci (II)  |
|    | Italia (bandiera) |       | Ornello Cottafavi     |
|    | Italia (bandiera) | D     | Amanzio Donati        |
|    | Italia (bandiera) | A     | Remo Galli            |
|    | Italia (bandiera) | P     | Pietro Lodolini       |

| N. |                   | Ruolo | Calciatore            |
| -- | ----------------- | ----- | --------------------- |
|    | Italia (bandiera) | A     | Giovacchino Magherini |
|    | Italia (bandiera) | P     | Danilo Mucci          |
|    | Italia (bandiera) | C     | Gino Pasin            |
|    | Italia (bandiera) | C     | Gino Pucci            |
|    | Italia (bandiera) | A     | Renato Raccis         |
|    | Italia (bandiera) | A     | Mario Spagnoli        |
|    | Italia (bandiera) | C     | Erode Toffanetti      |
|    | Italia (bandiera) | D     | Nello Tomat           |
|    | Italia (bandiera) | C     | Ottaviano Toso        |
|    | Italia (bandiera) | C     | Egidio Turchi         |
|    | Italia (bandiera) | A     | Mario Valaperti       |
|    | Italia (bandiera) | C     | Ettore Valcareggi     |

## Risultati

### Serie B

#### Girone di andata
| Arbitro: | Cardinali (Milano) |

|                        |           |  |
| Colaussi ?’, ?’ Salati | Marcatori |  |

| Arbitro: | Scotti (Taranto) |

|            |           |  |
| Raccis 45’ | Marcatori |  |

| Arbitro: | Biancone (Roma) |

|            |           |          |
| Costantini | Marcatori | Spagnoli |

| Arbitro: | Colonna (Bari) |

|            |           |  |
| Turchi 42’ | Marcatori |  |

| Arbitro: | Codeluppi (Lodi) |

|               |           |  |
| Foglia ?’, ?’ | Marcatori |  |

| Arbitro: | Gamba (Napoli) |

|  |           |           |
|  | Marcatori | Buscaglia |

| Bari 7 dicembre 1941 7ª giornata | Bari | 2 – 0 A tav. | Prato | Stadio della Vittoria |

| Arbitro: | Vannini (Bologna) |

|                          |           |  |
| Casarini Raccis Spagnoli | Marcatori |  |

| Arbitro: | Rossi (Milano) |

|  |           |               |
|  | Marcatori | Zanollo Capri |

| Arbitro: | Poggipollini (Ferrara) |

|        |           |  |
| Donaer | Marcatori |  |

| Arbitro: | Pigli |

|                         |           |                         |
| Raccis 63’ Spagnoli 70’ | Marcatori | 5’ Effrena 10’ Busidoni |

| Arbitro: | Mazza (Napoli) |

|                             |           |                        |
| Guerrieri 19’ Bachilega 78’ | Marcatori | 34’ Cavazza 58’ Raccis |

| Arbitro: | Limido (Milano) |

|            |           |           |
| Raccis 12’ | Marcatori | 24’ Galli |

| Arbitro: | Scorzoni (Bologna) |

|                                    |           |  |
| Ulivieri 24’, 87’ Gambini 68’, 80’ | Marcatori |  |

| Arbitro: | Mazza (Napoli) |

|  |           |                                                              |
|  | Marcatori | 34’ (aut.) Casarini 47’ Morselli 52’, ?’, ?’ Ganelli Miniati |

| Arbitro: | Zavattaro (Casale Monferrato) |

|                                      |           |                  |
| Kaffenigg 59’ Crola 66’ Gallanti 88’ | Marcatori | 79’ (rig.) Pasin |

| Arbitro: | Coletti (Treviso) |

|             |           |                             |
| Cavazza 49’ | Marcatori | 7’ Di Benedetti 32’ Bellini |

#### Girone di ritorno
| Arbitro: | Capitanio (Venezia) |

|                       |           |              |
| Raccis 46’ Donati 48’ | Marcatori | 23’ Romanini |

| Padova 8 marzo 1942 19ª giornata | Padova    | 0 – 0 referto | Prato | Stadio Silvio Appiani\| Arbitro: \| Codeluppi \| |
| Arbitro:                         | Codeluppi |               |       |                                                  |

| Arbitro: | Cardinali (Milano) |

|             |           |                   |
| Morelli 50’ | Marcatori | 90+2’ Tontodonati |

| Arbitro: | Zambotto (Padova) |

|                             |           |                |
| Turconi II 33’ Gallazzi 86’ | Marcatori | 10’ Toffanetti |

| Arbitro: | Da Broj (Forlì) |

|                                     |           |  |
| Cavazza 27’ (rig.) Chiavacci II 84’ | Marcatori |  |

| Arbitro: | Canavesio (Torino) |

|                         |           |  |
| Tomei 12’ Buscaglia 39’ | Marcatori |  |

| Prato 3 maggio 1942 24ª giornata | Prato             | 0 – 0 referto | Bari | Stadio Comunale\| Arbitro: \| Zelocchi (Modena) \| |
| Arbitro:                         | Zelocchi (Modena) |               |      |                                                    |

| Arbitro: | Capitanio (Venezia) |

|                                                                        |           |              |
| Costanzo 13’, 75’ Fiumi 34’ Salini 37’ Scarpato 40’ Vestigliano Sodini | Marcatori | 26’ Spagnoli |

| Arbitro: | Di Pasquale |

|                              |           |  |
| Marchetti 19’ Capri 53’, 58’ | Marcatori |  |

| Arbitro: | Dellarole (Vercelli) |

|            |           |                                                   |
| Raccis 33’ | Marcatori | 17’ Morello 41’ Del Medico 58’ Antonini 68’ Orzan |

| Fiume 31 maggio 1942 28ª giornata | Fiumana | 4 – 1 | Prato | Stadio Littorio |

| Arbitro: | Cambi |

|                             |           |               |
| Raccis 17’ Chiavacci II 80’ | Marcatori | 69’ Guerrieri |

| Arbitro: | Buratti |

|          |           |         |
| Muci 18’ | Marcatori | Cavazza |

| Arbitro: | Silvano |

|            |           |            |
| Raccis 53’ | Marcatori | 2’ Gambini |

| Brescia 28 giugno 1942 32ª giornata                                                                                      | Brescia   | 6 – 2 referto              | Prato | Stadium Comunale |
| \| \| \| \| \| Azimonti 21’ Miniati 31’, 66’ Ganelli 45’ Martelli 52’, 68’ \| Marcatori \| 41’ Cavazza 77’ Valcareggi \| |           |                            |       |                  |
| |           |                            |       |                  |
| Azimonti 21’ Miniati 31’, 66’ Ganelli 45’ Martelli 52’, 68’                                                              | Marcatori | 41’ Cavazza 77’ Valcareggi |       |                  |

| Arbitro: | Venutti (Trieste) |

|                        |           |  |
| Boriani 4’ Cavazza 60’ | Marcatori |  |

| Arbitro: | Gemini |

|                                                             |           |  |
| Vigo 3’, 19’ Faccenda 27’ Di Benedetti 42’, 53’ Bellini 58’ | Marcatori |  |

### Coppa Italia
| Arbitro: | Poggipollini (Ferrara) |

|           |           |                           |
| Rossi 35’ | Marcatori | 68’ Valcareggi 89’ Raccis |

| Arbitro: | Mantovani (Ferrara) |

|  |           |                                         |
|  | Marcatori | 39’, 63’ Violi 68’ Citterio 75’ Biagini |